# Take Up Thy Stethoscope and Walk
A Pink Floyd Take Up Thy Stethoscope and Walk című dala 1967. augusztus 5-én jelent meg a zenekar The Piper at the Gates of Dawn című bemutatkozó albumán. Ez volt Roger Waters első dala, ami Pink Floyd-albumon megjelent. Tempója folyamatosan gyorsul, a középrészben pedig Syd Barrett és Richard Wright frenetikus duettje hallható (a gitár és az orgona külön-külön csatornában hallható, a szóló közben viszont „helyet cserélnek”). Az Interstellar Overdrive-hoz hasonlóan ezzel a dallal is a zenekar koncerteken nyújtott teljesítményét akarták demonstrálni, de Norman Smith egy jókora darabot kivágott a középrészből. A dal címe János evangéliumára utal, melynek 5:8 részében ez áll: „Jézus azt mondta neki: Kelj fel, vedd az ágyadat és járj!” A kissé morbid szöveg nem hasonlít Barrett szerzeményeire, viszont Waters munkásságában tipikusnak mondható; a fizikai fájdalom és a gyógyítás témája később olyan dalokban is felbukkant, mint az 1972-es Free Four, vagy az 1979-es Comfortably Numb.
Érdekes egybeesés, hogy ez és Waters Amused to Death című albumának címadó dala ugyanazzal a fordulattal kezdődik („Doctor, doctor”).

## Koncerten előadott változatok és feldolgozások
- A dal egyik feldolgozása az At the Drive-In nevű amerikai zenekar Invalid Litter Dept. című kislemezén és a This Station Is Non-Operational című válogatásalbumán jelent meg.

## Közreműködők
- Syd Barrett – gitár, ének
- Richard Wright – orgona
- Roger Waters – basszusgitár, ének
- Nick Mason – dob, ütőhangszerek
- Peter Brown – hangmérnök
- Norman Smith – producer